# Beffer
Die Beffer ist ein etwa 8 km langer rechter Nebenfluss der Nette im Gebiet der niedersächsischen Städte Bockenem (Landkreis Hildesheim) und Langelsheim (Landkreis Goslar).
Der Bach geht westlich von Bodenstein, etwa 50 Meter vor der Grenze zum Landkreis Hildesheim, aus dem Lindenbach und dem Sehlder Bach hervor. Er durchfließt Mahlum, unterquert dann die A 7, fließt westlich an Volkersheim vorbei und mündet südwestlich von Schlewecke in die Nette.
Bachforellen, Mühlkoppen, Schlammpeitzger und Gründlinge kommen in der Beffer vor. Die Elritze soll wieder angesiedelt werden.